# Osečná
Osečná (en allemand : Oschitz) est une ville du district et de la région de Liberec, en République tchèque. Sa population s'élevait à 1 184 habitants en 2025.

## Géographie
Osečná est arrosée par la Ploučnice et se trouve à 7 km au nord-ouest de Český Dub, à 13 km au sud-ouest de Liberec et à 78 km au nord-est de Prague.

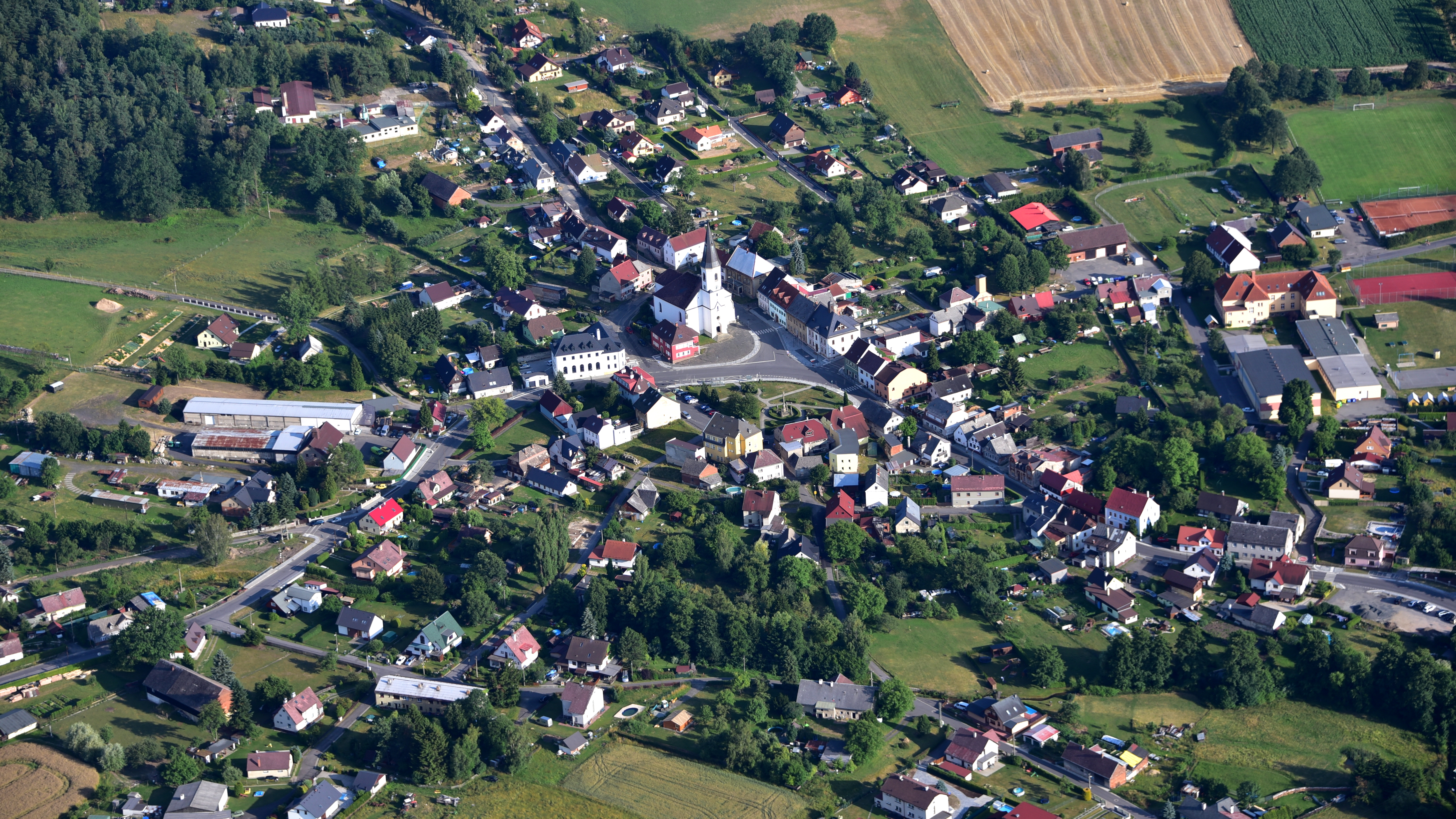
Panorama d'Osečná.

La commune est limitée par Křižany au nord, par Světlá pod Ještědem et Janův Důl à l'est, par Český Dub au sud-est, par Cetenov au sud, et par Ralsko et Hamr na Jezeře à l'ouest.

## Histoire
La première mention écrite de la localité date de 1352.

## Administration
La commune se compose de sept sections :
- Druzcov
- Chrastná
- Kotel
- Lázně Kundratice
- Osečná
- Vlachové
- Zábrdí

## Transports
Par la route, Osečná se trouve à 11 km du centre de Stráž pod Ralskem, à 22 km de Liberec et à 101 km de Prague.